# Johann Friedrich II. von Alvensleben

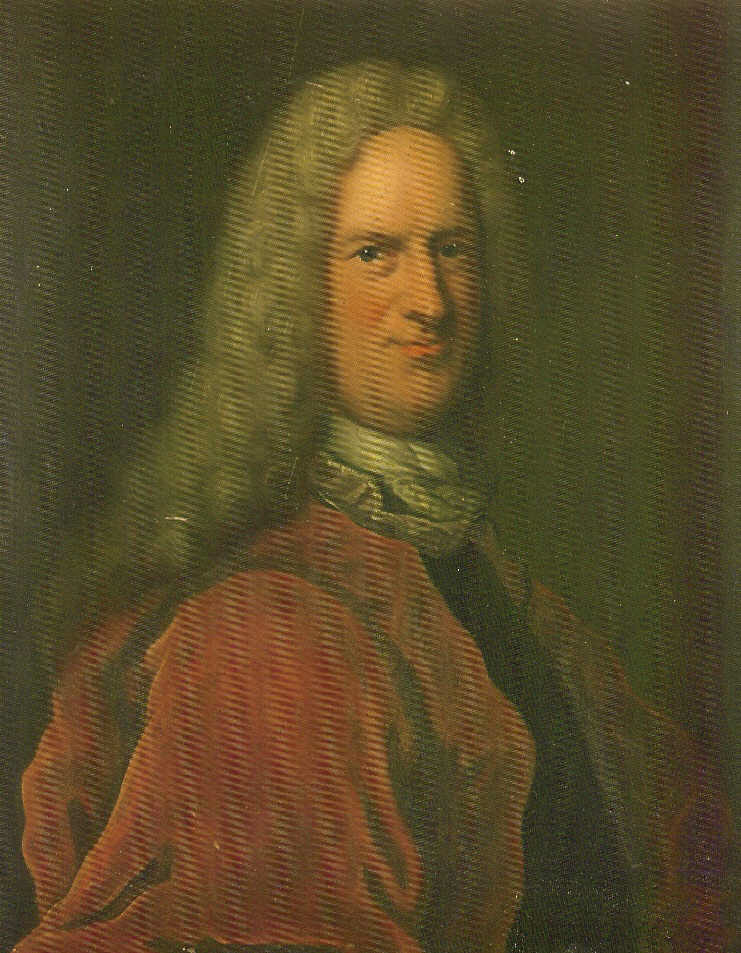
Johann Friedrich II. von Alvensleben

Johann Friedrich II. von Alvensleben (* 9. Januar 1657 in Halle; † 21. September 1728 in Hannover) war hannoverscher Minister. Er ließ das Schloss Hundisburg zur Barockanlage mit formalen Gärten ausbauen.

## Leben
Johann Friedrich II. von Alvensleben entstammte der niederdeutschen Adelsfamilie von Alvensleben. Geboren als zweiter Sohn des Magdeburger Geheimen Rates Gebhard XXV. von Alvensleben (1618–1681) aus Schloss Neugattersleben und der Agnes von Rautenberg (1616–1685) aus Schloss Rethmar, studierte er von 1675 bis 1678 an der Universität Leipzig und unternahm anschließend  bis 1681 eine Bildungsreise nach Holland, England, Frankreich, Italien und die Schweiz, in die auch ein mehrmonatiges Studium in Saumur eingeschlossen war. 1682 trat er in die Dienste von Herzog Anton Ulrich von Wolfenbüttel, zunächst als Kammerjunker, 1686 als Hofrat. 1687 führte er der Republik Venedig ein braunschweigisches Truppenkontingent gegen die Türken zu.
1688 trat er auch in brandenburgische Dienste, zunächst als Kammerrat und Kriegsrat, 1691 als wirklicher braunschweigischer Geheimer Rat. Er blieb aber zugleich in braunschweigischen Diensten und behielt den Wohnsitz auf seinen Gütern. 1703 verhandelte er in Danzig während des Nordischen Krieges als brandenburgischer Gesandter mit den Schweden. In den folgenden Jahren zog er sich immer mehr aus dem öffentlichen Leben zurück und widmete sich den Wissenschaften und der Bewirtschaftung seiner Güter.
Als umfassend gebildeter Gelehrter und Kunstsammler schuf er eine große Bibliothek, die u. a. auch Leibniz benutzte. Mit ihm hatte er einen regen politischen Briefwechsel, der 129 Blatt umfasst und sich in der Gottfried Wilhelm Leibniz Bibliothek befindet. Der Inhalt der Briefe diente vor allem der Wahrung  des Reichsgedankens gegenüber der aufstrebenden Macht Preußens und des Welfenhauses.
1719 wurde er von König Georg I. von Großbritannien zum hannoverschen Staatsminister berufen. In dieser Position hatte er u. a. die Verantwortung für die Herzogtümer Bremen und Verden und wohnte – um seine Aufgaben besser erfüllen zu können – 1723 ein Jahr in Stade. 1726 nahm er aus Krankheitsgründen seinen Abschied.
In der Zeit von 1717 bis etwa 1726 war er an einem Konflikt der Ritterschaft mit König Friedrich Wilhelm I. von Preußen beteiligt. Dieser hatte die Ablösung des Lehnskanons befohlen. Anstelle der Verpflichtung zu Gestellung von Lehnspferden im Kriegsfalle sollten die Lehnsträger eine jährliche Abgabe zahlen. Alvensleben und einige andere Mitglieder der Ritterschaft klagten vor dem Reichshofrat in Wien und gewannen den Prozess. Allerdings blieb dies ohne große Folgen. Obwohl Kaiser Karl VI. in seinem Edikt vom 1. Februar 1725 die Befolgung des Gerichtsbeschlusses anordnete, blieb der König von Preußen bei seiner Politik und die betroffenen Adelsfamilien mussten sich schließlich beugen.

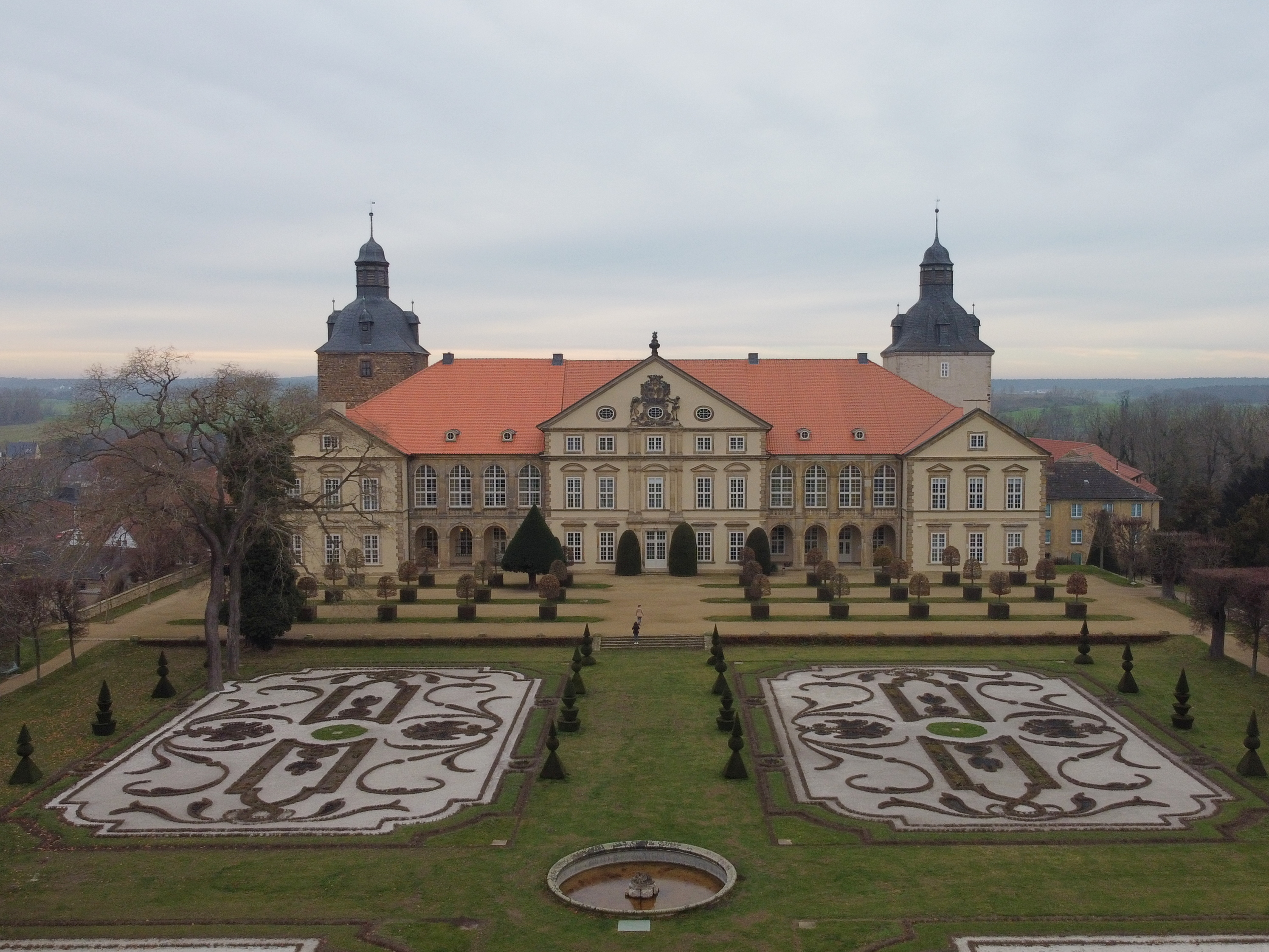
Schloss Hundisburg

Beim Erbvergleich mit seinem jüngeren Bruder, dem hannoverschen Hofrat Karl August I. von Alvensleben (1661–1697), fiel ihm 1691 vorläufig und 1693 endgültig das Gut Hundisburg zu. Von 1693 bis 1712 ließ er dort durch den braunschweigischen Hofarchitekten Hermann Korb das Schloss Hundisburg bauen, ein Hauptwerk des Barock in Niederdeutschland mit bedeutenden Gartenanlagen. 1714 erwarb er außerdem das Gut Woltersdorf bei Magdeburg.
Er war verheiratet mit Adelheid Agnes von der Schulenburg (1664–1726) aus Altenhausen und hatte mit ihr acht Kinder. Sein ältester Sohn war der spätere hannoversche Minister Rudolf Anton von Alvensleben (1688–1737). Johann Friedrich starb am 21. September 1728 in Hannover und wurde in der Schlosskapelle in Hundisburg beigesetzt.